# Dick Allman
Messina Wilson „Dick“ Allman (* 5. April 1883 in Burslem, England; † 1943 in Croydon) war ein englischer Fußballspieler.

## Karriere
Allman, von Beruf Töpfermaler, kam im April 1903 zum Profiklub Burslem Port Vale in die Football League Second Division und gab am 28. November 1903 als Mittelstürmer im Fünftrunden-Qualifikationsspiel des FA Cups gegen Nantwich sein Debüt. Im weiteren Saisonverlauf kam er nur sporadisch zu Einsätzen, war aber in der folgenden Saison 1904/05 Stammspieler und schloss die Spielzeit mit acht Treffern als mannschaftsintern bester Torschütze ab. Im Mai 1905 wechselte er in die Southern League zum FC Reading anschließend im Mai 1907 zum Ligakonkurrenten FC Portsmouth, aber bereits im November 1907 erneut innerhalb der Liga zu Plymouth Argyle, mit denen er am Saisonende den zweiten Rang belegte.
Im Juli 1908 wechselte er nach Nordengland zum FC Liverpool, kam aber nur zu einem Einsatz in der Football League First Division und verließ den Klub noch im selben Jahr. Er war anschließend in der Birmingham & District League für den AFC Wrexham (33 Ligaspiele/15 -tore) aktiv, für den er im Finale des Welsh Cups 1910 den Siegtreffer zum 2:1-Endstand über Chester City beisteuerte. Nach Aufenthalten bei Ton Pentre und dem FC Grantham kam er im November 1911 zu seinem dritten Klub in der Football League, für den Zweitdivisionär Leicester Fosse absolvierte er zwischen November 1911 und Januar 1912 sieben Einsätze, trotz dreier Treffer von Allman gelang dabei allerdings kein Sieg. Sein letzter Einsatz für Leicester war ein Auswärtsspiel gegen Grimsby Town, als sechs Leicester-Spieler, darunter Allman, aufgrund des schlechten Wetters das Spielfeld vorzeitig verließen.
Im Sommer 1912 kehrte er in die Southern League zurück und spielte für Croydon Common. Bis zur Einstellung des Spielbetriebs aufgrund des Ersten Weltkriegs erzielte der mittlerweile als Halbstürmer eingesetzte Allman für den Klub in 79 Ligaspielen 21 Treffer und gewann 1913/14 die Meisterschaft der Division 2 der Southern League. In der als kriegsbedingter Ersatzwettbewerb ins Leben gerufenen London Combination traf er für Croydon 1915/16 vier weitere Male in 32 Einsätzen, darunter das letzte Tor in der Vereinsgeschichte vor der Auflösung 1917. Nach dem Ausbruch des Ersten Weltkriegs hatte sich Allman 1915 freiwillig zum Kriegsdienst gemeldet und diente in Frankreich; als Gastspieler war er in den Jahren 1916/1917 beim FC Watford und FC Arsenal in einigen Partien der London Combination aktiv. Nach seiner Entlassung aus dem Militärdienst 1919 war er als Reservespieler auf der Mittelläuferposition noch für Crystal Palace und Maidstone United tätig.